# IntelliPoint
IntelliPoint é o driver da Microsoft para a sua série de ratos IntelliMouse.
O software IntelliPoint permite personalizar os recursos exclusivos do mouse da Microsoft para adequá-lo às suas necessidades. Com o IntelliPoint, pode-se reatribuir todos os botões do mouse, inclusive o botão de roda, para executar um comando ou atalho de teclado, como "desfazer" e "fechar", ou uma função específica de aplicativo.
É possível também modificar as configurações do mouse, como a velocidade do ponteiro e da rolagem horizontal atualizada. O IntelliPoint 5.5 oferece até mesmo suporte a biometria para gerenciamento avançado de identidade.